# (White Man) in Hammersmith Palais
(White Man) in Hammersmith Palais – piąty singel zespołu The Clash wydany 17 czerwca 1978 przez firmę CBS.

## Lista utworów
1. (White Man) in Hammersmith Palais – 3:59
2. The Prisoner – 2:59

## Muzycy
- Joe Strummer – wokal, gitara
- Mick Jones – gitara, wokal
- Paul Simonon – gitara basowa
- Topper Headon – perkusja